# Paolo Gaffuri
Paolo Gaffuri (Bergamo, 16 novembre 1849 – Bergamo, 3 marzo 1931) è stato un editore italiano.

## Biografia
Paolo Gaffuri iniziò giovanissimo, nel 1861, a lavora come apprendista presso la tipografia Pagnoncelli ritirando poi nel 1873 la tipografia Sonzogni fondando la società in accomandita semplice Gaffuri e Gatti nella zona della fiera alessandrina spostandosi poi in via Masone. La casa editrice subì nel 1875, un insuccesso con la pubblicazione del testo di Federico Alborghetti su Simone Mayr e Gaetano Donizetti portandolo per alcuni anni a stampare solo materiale didattico e cancelleria perfino carta da parati, avendo molte richieste di fornitura di materiale soprattutto verso il mercato milanese. La Gaffuri e Gatti non ebbe fortuna, Gaffuri era ancora troppo giovane e inesperto. La società chiuse i battenti nel 1882..
Nel 1883 aprì in via Lazzaro, una nuova società consociata: la Fratelli Cattaneo avente il progetto di stampare almanacchi da vendere anche negli stati dove erano migrati gli italiani in cerca di lavoro: Spagna, Brasile e Argentina. La società, che era già presente sul territorio, pubblicava almanacchi e calendari acquistandoli a Milano e rivendendoli a Bergamo. Gaffuri riuscì a convincere di invertire la produzione, stampando quindi il materiale a Bergamo per esser poi venduto sul milanese. 
Con l'arrivo di Arcangelo Ghisleri iniziò la stampa di materiale didattico come le cartine storico-geografiche materiale richiesto nei nuovi programmi scolastici. Sarà proprio Ghisleri a testimoniare l'attenzione che Paolo Gaffuri aveva verso le nuove materie e come si voleva informare sulle mappe geografiche e sui testi pubblicati all'estero.
Fondò l'Istituto italiano di arti grafiche nel 1873 e, con Arcangelo Ghisleri, la rivista Emporium. Diresse l'istituto fino al 1910. Raccolse una collezione, dispersa tra l'Accademia di Brera, la sede milanese del Touring Club Italiano e la Biblioteca Angelo Mai, che "deve essere considerata come una fonte importante, e in larga parte inesplorata, di informazioni sull'editoria popolare".

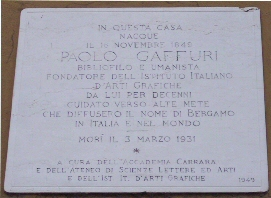
Lapide Paolo Gaffuri

Nel 1915 Paolo Gaffuri fu licenziato dalla società da lui stesso creata, grande fu il suo rammarico: 
(25 febbraio 1915-Paolo Gaffuri)
Bergamo, a riconoscenza delle sue grandi capacità imprenditoriali e editoriali che portarono la cittadina al centro dell'editoria lombarda, gli intitolò una via nel quartiere di Loreto.